# Ксимерома
„Ксимерома“ (на гръцки: «Ξημέρωμα», в превод Утрин) е гръцки вестник, издаван в град Лерин (Флорина), Гърция в 1953 година.

## История
Вестникът започва да излиза на 15 март 1953 година. Негов издател е Василиос Тосиос. Вестникът спира да излиза след три броя.